# Malang (Regierungsbezirk)
Malang (javanisch: ꦏꦧꦸꦥꦠꦼꦤ꧀ꦩꦭꦁ) ist ein indonesischer Regierungsbezirk (Kabupaten) in der Provinz Jawa Timur, im Osten der Insel Java. Ende 2021 leben hier über 2,6 Millionen Menschen. Der Regierungssitz des Kabupaten Malang ist die Stadt Kepanjen. Die Stadt Malang gehört seit 1987 nicht mehr zum Regierungsbezirk Malang, sondern bildet als Kota (Munizipium) eine eigene Verwaltungseinheit ohne Außengrenzen zu anderen Distrikten. Kota Malang und Kecamatan Malang bilden zusammen die Metropolregion Malang, Malang Raya, mit über drei Millionen Einwohnern.

## Geographie
Der Regierungsbezirk Malang liegt im Süden der Provinz Jawa Timur. Er erstreckt sich zwischen 7°44′ und 8°26′ s. Br. sowie zwischen 112°17′ und 112°57′ ö. L. Im Westen grenzt er an den Regierungsbezirk Blitar, im Nordwesten an Kediri und Mojokerto, im Norden an Jombang, Mojokerto und Kota Batu, im Nordosten an Pasuruan und Probolinggo sowie im Osten an Lumajang. Schließlich bildet im Süden der Indische Ozean eine natürliche Grenze von ca. 80 km. Zum Kabupaten gehören noch 117 Inseln. Die größte davon ist (Pulau) Sempu (8,77 km²) im Kecamatan Sumbermanjing Wetan.

### Verwaltungsgliederung
Administrativ gliedert sich Malang in 33 Distrikte (Kecamatan) und 390 Dörfer, davon 378 Desa und 12 Kelurahan. Außerdem existieren noch 3163 Rukun Warga (Weiler).
| Code 1   | Kecamatan Distrikt     | Ibu Kota Verwaltungssitz | Fläche (km²) | Einwohner Census 2010 2 | Volkszählung 2020 | Volkszählung 2020 | Volkszählung 2020 | Anzahl der | Anzahl der  |
| Code 1   | Kecamatan Distrikt     | Ibu Kota Verwaltungssitz | Fläche (km²) | Einwohner Census 2010 2 | Einwohner 3       | 0Dichte 40        | Sex Ratio 5       | Desa 6     | Kelurahan 7 |
| -------- | ---------------------- | ------------------------ | ------------ | ----------------------- | ----------------- | ----------------- | ----------------- | ---------- | ----------- |
| 35.07.01 | Donomulyo              | Donomulyo                | 192,60       | 61.840                  | 67.433            | 350,1             | 101,7             | 10         | –           |
| 35.07.11 | Kalipare               | Kalipare                 | 105,39       | 60.834                  | 67.624            | 641,7             | 100,0             | 9          | –           |
| 35.07.02 | Pagak                  | Pagak                    | 90,08        | 45.429                  | 49.724            | 552,0             | 99,8              | 8          | –           |
| 35.07.03 | Bantur                 | Bantur                   | 157,15       | 68.069                  | 75.855            | 482,7             | 98,5              | 10         | –           |
| 35.07.29 | Gedangan               | Sumbernanas              | 130,55       | 52.020                  | 57.052            | 437,0             | 100,8             | 8          | –           |
| 35.07.04 | Sumbermanjing Wetan000 | Argotirto                | 239,31       | 89.807                  | 98.647            | 412,2             | 101,8             | 15         | –           |
| 35.07.05 | Dampit                 | Dampit                   | 135,31       | 118.273                 | 127.129           | 939,5             | 99,78             | 11         | 1           |
| 35.07.30 | Tirtoyudo              | Tlogosari                | 141,96       | 59.894                  | 65.571            | 461,9             | 101,96            | 13         | –           |
| 35.07.06 | Ampelgading            | Tirtomarto               | 79,60        | 52.691                  | 57.868            | 727,0             | 102,36            | 13         | –           |
| 35.07.07 | Poncokusumo            | Wonorejo                 | 102,99       | 91.833                  | 96.183            | 933,9             | 103,3             | 17         | –           |
| 35.07.08 | Wajak                  | Wajak                    | 94,56        | 79.614                  | 86.447            | 914,2             | 102,1             | 13         | –           |
| 35.07.09 | Turen                  | Turen                    | 63,90        | 111.708                 | 121.397           | 1.899,8           | 101,3             | 15         | 2           |
| 35.07.14 | Bululawang             | Bululawang               | 49,36        | 68.647                  | 70.567            | 1.429,6           | 100,6             | 14         | –           |
| 35.07.10 | Gondanglegi            | Gondanglegi Kulon000     | 79,74        | 81.495                  | 87.124            | 1.092,6           | 99,2              | 14         | –           |
| 35.07.33 | Pagelaran              | Pagelaran                | 45,83        | 65.491                  | 73.243            | 1.598,2           | 99,4              | 10         | –           |
| 35.07.13 | Kepanjen               | Kepanjen                 | 46,25        | 102.621                 | 110.649           | 2.392,4           | 100,6             | 14         | 4           |
| 35.07.12 | Sumberpucung           | Sumberpucung             | 35,90        | 51.297                  | 57.314            | 1.596,5           | 99,39             | 7          | –           |
| 35.07.31 | Kromengan              | Kromengan                | 38,63        | 38.005                  | 42.148            | 1.091,1           | 99,6              | 7          | –           |
| 35.07.20 | Ngajum                 | Ngajum                   | 60,12        | 48.157                  | 52.197            | 868,2             | 101,1             | 9          | –           |
| 35.07.32 | Wonosari               | Wonosari                 | 48,53        | 40.783                  | 44.440            | 915,7             | 100,2             | 8          | –           |
| 35.07.21 | Wagir                  | Gondowangi               | 75,43        | 80.013                  | 89.645            | 1.188,5           | 104,2             | 12         | –           |
| 35.07.19 | Pakisaji               | Pakisaji                 | 38,41        | 82.215                  | 91.844            | 2.391,2           | 101,9             | 12         | –           |
| 35.07.15 | Tajinan                | Tajinan                  | 40,11        | 51.818                  | 56.506            | 1.408,8           | 101,8             | 12         | –           |
| 35.07.16 | Tumpang                | Tumpang                  | 72,09        | 74.414                  | 78.234            | 1.085,2           | 102,4             | 15         | –           |
| 35.07.18 | Pakis                  | Pakisjajar               | 57,62        | 135.757                 | 150.437           | 2.610,9           | 102,4             | 15         | –           |
| 35.07.17 | Jabung                 | Sukolilo                 | 135,89       | 71.567                  | 74.311            | 546,9             | 105,6             | 15         | –           |
| 35.07.25 | Lawang                 | Lawang                   | 68,23        | 103.402                 | 110.981           | 1.626,6           | 99,8              | 10         | 2           |
| 35.07.24 | Singosari              | Pagentan                 | 118,51       | 165.357                 | 180.050           | 1.519,3           | 102,5             | 14         | 3           |
| 35.07.23 | Karang Ploso           | Girimoyo                 | 58,74        | 74.585                  | 85.056            | 1.448,0           | 103,1             | 9          | –           |
| 35.07.22 | Dau                    | Mulyoagung               | 41,96        | 67.491                  | 70.996            | 1.692,0           | 102,3             | 10         | –           |
| 35.07.26 | Pujon                  | Pandesari                | 130,75       | 65.268                  | 68.653            | 525,1             | 105,2             | 10         | –           |
| 35.07.27 | Ngantang               | Kaumrejo                 | 147,70       | 55.711                  | 58.176            | 393,9             | 103,9             | 13         | –           |
| 35.07.28 | Kasembon               | Kasembon                 | 55,67        | 30.112                  | 30.947            | 555,9             | 104,7             | 6          | –           |
| 35.07    | Kab. Malang            | Kepanjen                 | 3.530,65     | 2.446.218               | 1.635.294         | 751,8             | 101,6             | 378        | 12          |

## Bevölkerung
Ende 2021 lebten in Malang 2.635.950 Menschen, davon 1.307.340 Frauen und 1.328.610 Männer. Die Bevölkerungsdichte betrug 750,85 Einwohner pro Quadratkilometer. 96,78 Prozent der Einwohner waren Muslime, 2,24 Prozent Protestanten, 0,51 Prozent Katholiken, 0,47 Prozent Hindus und 0,08 Prozent Buddhisten. Daneben gab es noch vereinzelte Konfuzianer und Anhänger von Naturreligionen.
Familienstand: 39,91 Prozent der Gesamtbevölkerung waren ledig (Bevölkerung ab 10 Jahre: 26,97 %), 53,42 Prozent verheiratet (Bevölkerung ab 10 Jahre: 61,91 %), 2,93 Prozent geschieden und 3,75 verwitwet (,). 

## Sport
In Malang ist der erstklassige Fußballverein Arema Malang beheimatet, der seine Spiele im 44.964 Zuschauer fassenden Kanjuruhan-Stadion austrägt, das in der  Hauptstadt Kepanjen liegt.

## Sehenswürdigkeiten

### Nationalpark Bromo-Tengger-Semeru
Im Osten des Regierungsbezirk liegt ein Teil des Bromo-Tengger-Semeru Nationalparks mit den aktiven Vulkanen Semeru und Bromo, die beliebte Ausflugsziele sind.

### Candi Singhasari
In Singosari, circa 12 km nördlich der Stadt Malang, steht das synkretisch hindu-buddhistische Heiligtum Candi Singhasari, das dem Gott Shiva geweiht war. Es sollte das Grabdenkmal werden für den 1292 bei einer Palastrevolution ermordeten König Kertanagara, den letzten und bedeutendsten Herrscher der Singhasari-Dynastie – Großvater von Tribhuwana Wijayattungga Dewi. Mit dem König wurden auch die Priester umgebracht, deren eine Inschrift von 1351 gedenkt. Zwar wurde der eigentliche Tempel vollendet, aber die Bildhauereien konnten nicht fertiggestellt werden. Auf einem niedrigen quadratischen Podium erhebt sich im Turm die kubische Cella, die durch vier Vorbauten zum griechischen Kreuz erweitert ist. Ein zweiter Würfel darüber trägt das dreistufige Dach, von dem nur zwei Stufen erhalten sind. Von den Kultbildern im Inneren existiert nur noch Agastya, der göttliche Lehrer, der auf Java große Verehrung genoss. Auf dem großen freien Platz im Westen stehen zwei mächtige, keulenbewehrte Dvarapalas. Sie sind ebenso Furcht erregend mit vorquellenden Augen gestaltet wie die Kala-Köpfe über den Türen und Scheintüren des Tempels.

### Candi Sumberawan
Im Dorf Toyomarto befindet sich der Candi Sumberawan, ein buddhistischer Tempel, der zwischen 1400 und 1500 während der Majapahit-Zeit errichtet, im Jahr 1904 wiederentdeckt und im Jahr 1937 restauriert wurde. Der Sakralbau ist der einzige Tempel in Forme eines Stupa in Ostjava.

### Candi Jago
In der Stadt Tumpang steht Candi Jago, ein zwischen 1268 und 1280 errichteter Tempel. Es ist das Grabmal für Vishnuvardhana, den Vater von Kertanagara. Das Heiligtum ist in drei Terrassen angelegt, auf denen sich der eigentliche Tempelturm mit der Hauptcella erhebt. In ihr waren drei Statuen, die auf dem Gelände gefunden worden waren und nun teilweise im Nationalmuseum in Jakarta zu sehen sind: Hauptstatue war Amoghapāśa Lokeśvara, umgeben vom Bodhisattva Sudhana und Cyamatara (einer indonesischen Form der Shyama-Tara). Die in der Cella praktizierten Riten beinhalteten die Waschung der Hauptstatue. Das dafür verwendete Wasser wurde in einer durch die Sockelkante gebildeten Schale gesammelt und danach in zwei gemeißelten Abflussrinnen ausgeleitet. Der reiche Reliefschmuck außen weist buddhistische wie hinduistische Elemente auf. Vier Bänder laufen an den Terrassen rund um den Tempel und schildern zum einen lehrhafte Fabeln, zum anderen Szenen aus Mahabharata und Ramayana. Die sehr flach wirkenden Figuren erinnern, auch in Ausdruck, Kostümierung und Haartracht, an die Schattenfiguren des Wayang-Spiels.

### Candi Kidal
Wenige Kilometer südwestlich von Tumpang steht der Candi Kidal im Dorf Rejokidal. Der schlanke Tempel typisch ostjavanischer Baukunst ist das Mausoleum für den 1240 verstorbenen König Anushapati, den zweiten Singhasari-Herrscher. Das Podium des 1260 erbauten, hinduistischen Heiligtums ist an drei Seiten mit Reliefs geschmückt. Im Norden trägt Garuda eine weibliche Gottheit, wahrscheinlich Sri, die dem Milchozean entstiegene Gemahlin Vishnus. Im Osten ist Garuda mit dem das „Wesen der Unsterblichkeit“ enthaltenden Gefäß zu sehen. Im Süden ist die für das „Quirlen des Milchozeans“ bedeutsame Schlange (Vasuki) abgebildet. Eine Treppe auf der Westseite führt zum Turm, der die Cella mit einer heute nicht mehr vorhandenen Statue beherbergt. Besonders schön ausgearbeitet sind die Kala-Köpfe über den Portalen und Nischen.